# Neidalia orientalis
Neidalia orientalis là một loài bướm đêm thuộc phân họ Arctiinae, họ Erebidae.